# 萨尔堡-萨兰堡区
萨尔堡-萨兰堡区（法語：Arrondissement de Sarrebourg-Château-Salins）是法国大東部大區摩泽尔省的一个区，在2015年的区改革中由原萨尔堡区和萨兰堡区合并而成，2016年1月正式成立，首府为萨尔堡。该区有230个市镇。